# Gare de Yoyogi-Uehara
La gare de Yoyogi-Uehara (代々木上原駅, Yoyogi-Uehara-eki) est une gare ferroviaire de la ville de Tokyo au Japon. Elle est située dans l'arrondissement de Shibuya. La gare est desservie par la ligne Odawara de la compagnie Odakyū et la ligne Chiyoda du Tokyo Metro. L’interconnexion entre ces deux lignes se fait dans cette gare.

## Situation ferroviaire
La gare de Yoyogi-Uehara est située au point kilométrique (PK) 3,5 de la ligne Odakyū Odawara et marque le début de la ligne Chiyoda.

## Histoire
La gare a été inaugurée le 1er avril 1927.

## Services aux voyageurs

### Accès et accueil
La gare dispose d'un bâtiment voyageurs, avec guichet, ouvert tous les jours.

### Desserte
- Ligne Odakyū Odawara :
  - voies 1 et 2 : direction Odawara, Hakone-Yumoto, Karakida et Katase-Enoshima
  - voie 4 : direction Shinjuku
- Ligne Chiyoda :
  - voie 3 : direction Omotesandō, Kasumigaseki, Ōtemachi et Ayase